# Night Passage
Albums de Weather Report
8:30
(1979) Weather Report
(1982)
Night Passage est le onzième album studio du groupe de jazz fusion Weather Report.
Il est paru en 1980.

## Liste des titres
| No | Titre                   | Auteur                     | Durée |
| -- | ----------------------- | -------------------------- | ----- |
| 1. | Night Passage           | Joe Zawinul                | 6:30  |
| 2. | Dream Clock             | Joe Zawinul                | 6:26  |
| 3. | Port of Entry           | Wayne Shorter              | 5:09  |
| 4. | Forlorn                 | Joe Zawinul                | 3:55  |
| 5. | Rockin' in Rhythm       | Ellington, Mills, Carney   | 3:02  |
| 6. | Fast City               | Joe Zawinul                | 6:17  |
| 7. | Three Views of a Secret | Bob Mintzer,Jaco Pastorius | 5:50  |
| 8. | Madagascar              | Joe Zawinul                | 10:56 |

## Personnel
- Josef Zawinul – Claviers, synthétiseurs
- Wayne Shorter – Saxophones
- Jaco Pastorius – Basse
- Peter Erskine – Batterie
- Robert Thomas, Jr.– Percussions